# Екатерининская слобода
Екатерининская слобода — одна из московских слобод. Существовала в Москве в XVI—XVII вв. в пределах современного района Якиманка.
Екатерининская слобода располагалась неподалёку от Кадашевской слободы. В ней проживали белильщики тканей. Первоначально она числилась дворцовой, затем была переведена в разряд чёрных. Память о слободе длительное время сохранялась в названиях Большого и Малого Екатерининских переулков, которые позднее были переименованы в Погорельский и Щетининский переулки.
Центром слободы была церковь великомученицы Екатерины. В сохранившихся документах под 1612 годом она упоминается как деревянная. К 1657 году она была перестроена в камне. 
В 1630 году слобода насчитывала 120 дворов. К середине столетия их количество сократилось до 87. Постепенно она теряла свой ремесленный характер. В 1667 году объезжий голова насчитал в слободе 67 дворов, из которых только 15 принадлежали чёрным людям, а остальные — дворянам и мелким приказным служителям.